# クリスチャン・ビヤヌエバ
クリスチャン・イバン・ビヤヌエバ・リモーン（Christian Iván Villanueva Limón, 発音：vee-yan-WAY-vuh, 1991年6月19日 - ）は、メキシコ合衆国ハリスコ州グアダラハラ出身のプロ野球選手（内野手）。右投右打。愛称は"ビヤ"。

## 経歴

### プロ入りとレンジャーズ傘下時代
2008年8月17日にテキサス・レンジャーズと契約。
2009年はルーキー級ドミニカン・サマーリーグ・レンジャーズ2でプロデビュー、8試合に出場して打率.208・3打点・1盗塁。
2010年はルーキー級アリゾナリーグ・レンジャーズで51試合に出場して打率.314・2本塁打・35打点・6盗塁の成績で、8月31日にアリゾナリーグのポストシーズン・オールスターチームに選出された。
2011年はA級ヒッコリー・クロウダッズで126試合に出場し打率.278・17本塁打・84打点・32盗塁。
2012年は2月21日にベースボール・アメリカのトッププロスペクト100で100位に選出され、A+級マートルビーチ・ペリカンズで100試合に出場し打率.285・10本塁打・59打点・9盗塁。

### カブス傘下時代
2012年7月31日にライアン・デンプスターとのトレードで、カイル・ヘンドリックスと共にシカゴ・カブスへ移籍した。移籍後はA+級デイトナ・カブスで25試合に出場し打率.250・4本塁打・9打点・5盗塁、オフの11月20日にカブスとメジャー契約を結び、40人枠入りした。

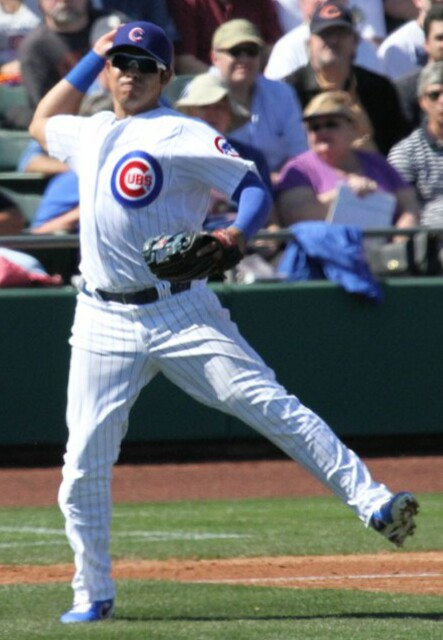
シカゴ・カブス時代
（2013年3月10日）

2013年はAA級テネシー・スモーキーズで133試合に出場して打率.317・19本塁打・72打点・5盗塁、オフの11月12日にTopps社が選ぶAA級のオールスターチームに選出された。
2014年はAAA級アイオワ・カブスで開幕を迎え、64試合に出場して打率.211・6本塁打・26打点・2盗塁、6月に降格したAA級テネシーで、62試合に出場して打率.248・4本塁打・32打点。
2015年はAA級テネシーとAAA級アイオワでプレーし、AAA級アイオワで123試合に出場して打率.259・18本塁打・88打点・1盗塁。
2016年は右腓骨の骨折でプレーしなかった。オフの12月2日にノンテンダーFAとなった。

### パドレス時代
2016年12月12日にサンディエゴ・パドレスとマイナー契約を結び、2017年のスプリングトレーニングに招待選手として参加することになった。

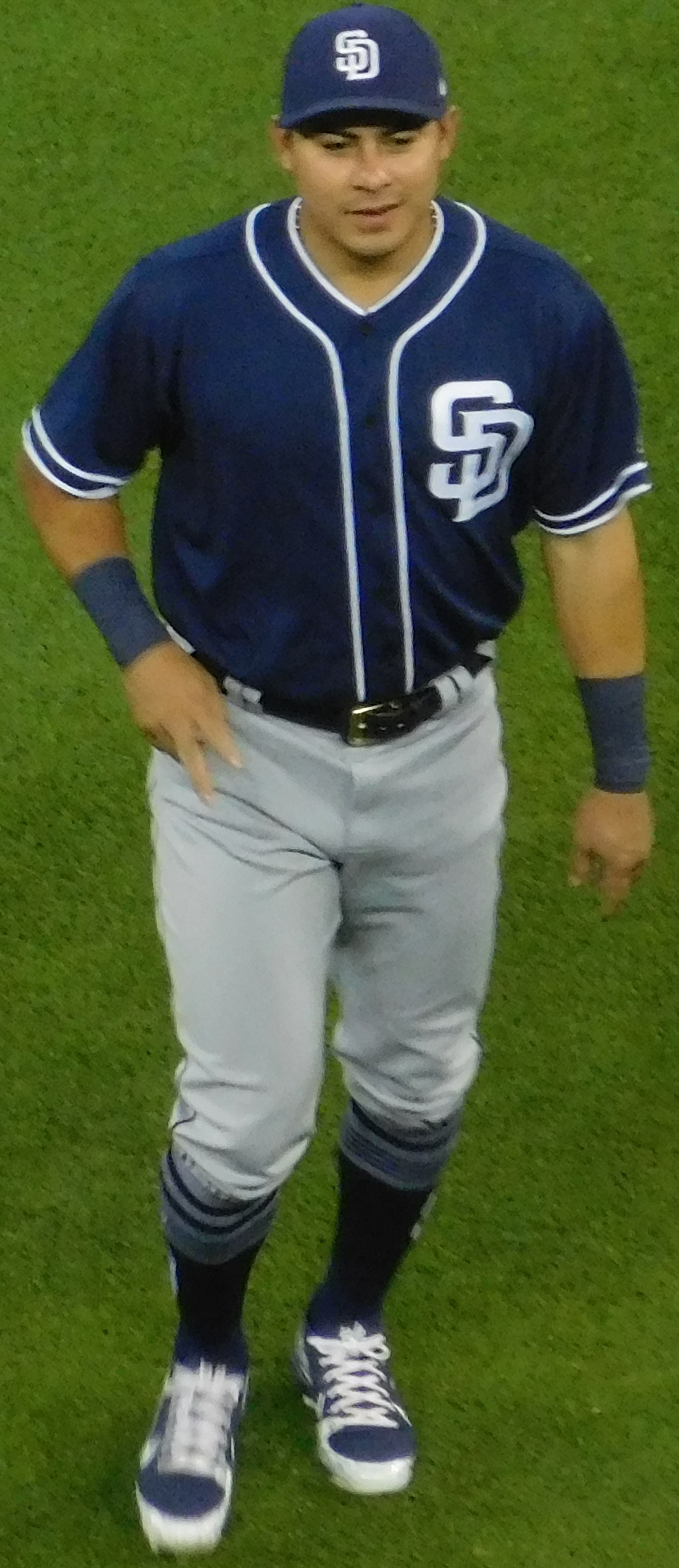
サンディエゴ・パドレス時代
（2018年6月10日）

2017年はAAA級エル・パソ・チワワズで開幕を迎えた。109試合に出場して打率.296・20本塁打・86打点、AAA級パシフィックコーストリーグのリーグチャンピオンシップに出場したが、メンフィス・レッドバーズに敗れた。AAA級シーズン終了となった9月18日にメジャー契約を結び、アクティブ・ロースター入りした。同日のアリゾナ・ダイヤモンドバックス戦にて「6番・三塁手」で先発出場してメジャーデビュー、出場12試合で打率.344、4本塁打、7打点。
2018年は4月に打率.321、8本塁打、19打点の成績を残し、ナショナル・リーグルーキー・オブ・ザ・マンスを受賞した。最終的に110試合に出場して打率.236、20本塁打、46打点を記録した。

### 巨人時代
2018年11月21日に読売ジャイアンツとの契約を発表。背番号は33。
2019年の開幕一軍は逃したものの、翌3月30日にテイラー・ヤングマンとの入れ替わりで一軍登録、「7番・三塁手」でNPB初出場を記録した。当初はスタメンを外れることもあったが、4月9日の中日ドラゴンズ戦ではNPB初本塁打を含む2本の本塁打を放ち、翌週の4月16日からは3番で先発出場する。しかし、シーズンを通しては内角攻めに苦しみ、73試合に出場して8本塁打と苦戦した。オフの12月2日に自由契約公示された。11月4日には第2回WBSCプレミア12のメキシコ代表に選出された。同大会ではチームの中心打者として勝利に貢献した。

### 日本ハム時代
2019年12月5日に北海道日本ハムファイターズが獲得を発表。背番号は44。
2020年はブランドン・レアードの穴を埋めるべく三塁の定位置を期待されていたものの虫垂炎の為出遅れ、7月7日に一軍登録された。打率.220、4本塁打と打撃面で目立った成績を残せず、出場試合数は54試合に留まった。
オフの12月2日に自由契約公示された。
退団後はメキシコウィンターリーグ（LMP）のチャロス・デ・ハリスコに参加した。

### メキシカンリーグ時代
2021年4月6日、メキシカンリーグのモンテレイ・サルタンズと契約した。
ウィンターリーグでは、2020年同様、2021年から2025年もチャロス・デ・ハリスコでプレーしている。
2025年はアグアスカリエンテス・レイルロードメンと契約した。

## 選手としての特徴・人物
右の強打者であり、守備では三塁を主に内野全ポジションをこなすユーティリティー性も魅力。
巨人時代の背番号『33』は監督・原辰徳の「（本塁打を）33本以上打ってほしい」との願いが込められている。

## 詳細情報

### 年度別打撃成績
| 年 度    | 球 団    | 試 合 | 打 席 | 打 数 | 得 点 | 安 打 | 二 塁 打 | 三 塁 打 | 本 塁 打 | 塁 打 | 打 点 | 盗 塁 | 盗 塁 死 | 犠 打 | 犠 飛 | 四 球 | 敬 遠 | 死 球 | 三 振 | 併 殺 打 | 打 率 | 出 塁 率 | 長 打 率 | O P S |
| -------- | -------- | ----- | ----- | ----- | ----- | ----- | -------- | -------- | -------- | ----- | ----- | ----- | -------- | ----- | ----- | ----- | ----- | ----- | ----- | -------- | ----- | -------- | -------- | ----- |
| 2017     | SD       | 12    | 32    | 32    | 5     | 11    | 1        | 0        | 4        | 24    | 7     | 0     | 0        | 0     | 0     | 0     | 0     | 0     | 10    | 0        | .344  | .344     | .750     | 1.094 |
| 2018     | SD       | 110   | 384   | 351   | 42    | 83    | 15       | 0        | 20       | 158   | 46    | 3     | 0        | 0     | 1     | 23    | 0     | 9     | 104   | 12       | .236  | .299     | .450     | .750  |
| 2019     | 巨人     | 73    | 235   | 202   | 24    | 45    | 9        | 0        | 8        | 78    | 24    | 2     | 0        | 1     | 1     | 25    | 0     | 6     | 52    | 5        | .223  | .325     | .386     | .711  |
| 2020     | 日本ハム | 54    | 196   | 168   | 11    | 37    | 3        | 0        | 4        | 52    | 19    | 1     | 2        | 0     | 2     | 22    | 0     | 4     | 39    | 1        | .220  | .321     | .310     | .631  |
| MLB：2年 | MLB：2年 | 122   | 416   | 383   | 47    | 94    | 16       | 0        | 24       | 182   | 53    | 3     | 0        | 0     | 1     | 23    | 0     | 9     | 114   | 12       | .245  | .303     | .475     | .778  |
| NPB：2年 | NPB：2年 | 127   | 431   | 370   | 35    | 82    | 12       | 0        | 12       | 130   | 43    | 3     | 2        | 1     | 3     | 47    | 0     | 10    | 91    | 6        | .222  | .323     | .351     | .675  |

- 2020年度シーズン終了時

### 年度別守備成績
| 年 度 | 球 団    | 一塁（1B） | 一塁（1B） | 一塁（1B） | 一塁（1B） | 一塁（1B） | 一塁（1B） | 二塁（2B） | 二塁（2B） | 二塁（2B） | 二塁（2B） | 二塁（2B） | 二塁（2B） | 三塁（3B） | 三塁（3B） | 三塁（3B） | 三塁（3B） | 三塁（3B） | 三塁（3B） | 遊撃（SS） | 遊撃（SS） | 遊撃（SS） | 遊撃（SS） | 遊撃（SS） | 遊撃（SS） |
| 年 度 | 球 団    | 試 合      | 刺 殺      | 補 殺      | 失 策      | 併 殺      | 守 備 率   | 試 合      | 刺 殺      | 補 殺      | 失 策      | 併 殺      | 守 備 率   | 試 合      | 刺 殺      | 補 殺      | 失 策      | 併 殺      | 守 備 率   | 試 合      | 刺 殺      | 補 殺      | 失 策      | 併 殺      | 守 備 率   |
| ----- | -------- | ---------- | ---------- | ---------- | ---------- | ---------- | ---------- | ---------- | ---------- | ---------- | ---------- | ---------- | ---------- | ---------- | ---------- | ---------- | ---------- | ---------- | ---------- | ---------- | ---------- | ---------- | ---------- | ---------- | ---------- |
| 2017  | SD       | -          | -          | -          | -          | -          | -          | -          | -          | -          | -          | -          | -          | 9          | 4          | 11         | 0          | 2          | 1.000      | -          | -          | -          | -          | -          | -          |
| 2018  | SD       | 3          | 15         | 1          | 0          | 3          | 1.000      | 2          | 3          | 6          | 1          | 3          | .900       | 96         | 49         | 167        | 12         | 17         | .947       | 4          | 1          | 4          | 0          | 0          | 1.000      |
| 2019  | 巨人     | 8          | 13         | 1          | 1          | 1          | .933       | 3          | 0          | 0          | 1          | 0          | .000       | 69         | 31         | 96         | 5          | 9          | .962       | -          | -          | -          | -          | -          | -          |
| 2020  | 日本ハム | -          | -          | -          | -          | -          | -          | -          | -          | -          | -          | -          | -          | 51         | 31         | 52         | 4          | 1          | .954       | -          | -          | -          | -          | -          | -          |
| MLB   | MLB      | 3          | 15         | 1          | 0          | 3          | 1.000      | 2          | 3          | 6          | 1          | 3          | .900       | 105        | 53         | 178        | 12         | 19         | .951       | 4          | 1          | 4          | 0          | 0          | 1.000      |
| NPB   | NPB      | 8          | 13         | 1          | 1          | 1          | .933       | 3          | 0          | 0          | 1          | 0          | .000       | 120        | 62         | 148        | 9          | 10         | .959       | -          | -          | -          | -          | -          | -          |

- 2020年度シーズン終了時

### 表彰
MLB
- ルーキー・オブ・ザ・マンス：1回（2018年4月）

### 記録
NPB初記録
- 初出場・初先発出場：2019年3月31日、対広島東洋カープ3回戦（MAZDA Zoom-Zoomスタジアム広島）、7番三塁手で先発出場
- 初打席：同上、2回表に九里亜蓮から左飛
- 初安打：同上、4回表に九里亜蓮から中前安打
- 初本塁打・初打点：2019年4月9日、対中日ドラゴンズ1回戦（ナゴヤドーム）、2回表に大野雄大から左越ソロ
- 初盗塁：2019年7月20日、対広島東洋カープ13回戦（MAZDA Zoom-Zoomスタジアム広島）、4回表に二盗（投手・床田寛樹、捕手・會澤翼）

### 背番号
- 22（2017年 - 2018年）
- 33（2019年）
- 44（2020年）

### 登場曲
- Lou Bega『Mambo No. 5』（2019年3月3日、4日）
- Lary Over『Súbete』（2019年3月23日 - 6月）
- El Alfa x Farruko x Darell x Myke Towers x Big O『PA' JAMAICA Remix』（2019年6月 - ）

### 代表歴
- 2019 WBSCプレミア12 メキシコ代表